# 京都府道28号小倉西舞鶴線
京都府道28号小倉西舞鶴線（きょうとふどう28ごう おぐらにしまいづるせん）は、京都府舞鶴市字小倉から同市字引土に至る府道（主要地方道）である。

## 概要
国道27号のバイパス的な道路で、白鳥峠に通じ東舞鶴と西舞鶴とを山間に結ぶ。沿線には舞鶴有数の郊外型大型商業店舗が点在しており、また倉谷工業団地が隣接している。府北部でも最も交通量が多い路線の1つである。通称・愛称は白鳥峠にちなみ「白鳥街道」ないし「白鳥通り」であり、地元では「小倉西舞鶴線」と言っても通じないことがある。
同線は京都府北部で最も交通量が多いにもかかわらず、2車線であり信号機も数多く設置されていることから、慢性的な交通渋滞を引き起こしている。そのため1991年（平成3年）より4車線化が計画されており、現在は舞鶴堂奥地区から行永地区まで約950mが拡幅されている。しかし特に渋滞が深刻である西舞鶴市街地を通る2.3 kmはすでに市街地密集区域であるため、事業が進んでいない。さらに、倉谷地区では赤十字病院前交差点から日之出化学工業工場横までの抜け道が存在したが、資生堂舞鶴工場跡地への舞鶴市民病院建設に伴い封鎖されてしまった為、朝夕の西向き車線の渋滞に拍車がかかっている。京都府や舞鶴市では右折レーン設置などで急場を凌いでいるが、早急な4車線化などの対策が望まれている。

### 路線データ
京都府告示に基づく起終点および経過地は次のとおり。
- 起点 : 舞鶴市字小倉（小倉交差点、国道27号交点）
- 終点 : 舞鶴市字引土（大手千日前交差点、国道27号交点）
- 重要な経過地 : なし
- 路線延長 : 11.0918 km[2]

## 歴史
本路線は、道路法（昭和27年法律第180号）第7条の規定に基づき、京都府が1959年に一般府道として初めて認定した路線のひとつである。その後は本路線単独での主要地方道昇格を受けて現在に至る。

### 年表
- 1959年（昭和34年）12月18日
京都府が一般府道207号小倉西舞鶴線として認定[3]。
- 1982年（昭和57年）4月1日
建設省（当時）が府道小倉西舞鶴線を小倉西舞鶴線として主要地方道に指定[4]。
- 1983年（昭和58年）2月1日
京都府が一般府道から主要地方道に移行。路線番号を28とする[1]。
- 1993年（平成5年）5月11日 - 建設省から、府道小倉西舞鶴線が小倉西舞鶴線として主要地方道に再指定される[5]。
- 2025年（令和7年）5月24日 - 白鳥トンネル（新トンネル）開通[6]。

## 路線状況

### バイパス
- 堂奥附近
- 市道北吸森バイパス

## 地理

### 通過する自治体
- 舞鶴市

### 交差する道路
- 国道27号（舞鶴市字小倉・小倉交差点、起点）
- 舞鶴若狭自動車道 舞鶴東IC（舞鶴市堂奥）
- 京都府道51号舞鶴和知線（舞鶴市行永・白鳥七条交差点）
- 国道27号（舞鶴市円満寺・大手千日前交差点、終点）

### 沿線にある施設など
- 舞鶴市立志楽小学校
- 祖母谷川
- 国立病院機構舞鶴医療センター
- 京都府立舞鶴支援学校行永分校
- 与保呂川
- 舞鶴市立青葉中学校
- 舞鶴市立倉梯小学校
- 京都北都信用金庫倉梯支店
- 舞鶴市リサイクルプラザ
- 白鳥峠
- 舞鶴倉谷郵便局
- 京都府中丹東保健所
- 舞鶴赤十字病院
- 伊佐津川
- 田辺城（舞鶴城）跡、田辺城資料館
- 舞鶴警察署
- 日本交通西舞鶴営業所